# Igreja Reformada Holandesa da África (NHKA)
A Igreja Reformada Holandesa da África (IRHA) ou Igreja Reformada Neerlandesa da África (IRNA)- em neerlandês Nederduitsch Hervormde Kerk van Afrika , abreviatura NHKA - é uma denominação cristã reformada fundada no Século XIX, na África do Sul, por migrantes holandeses. Posteriormente, a denominação se espalhou para a Namíbia, Suazilândia e partes de Botswana, Zimbabwe e Zâmbia.

## História
A denominação foi fundada por imigrantes holandeses, membros da Igreja Reformada Neerlandesa, que se estabeleceram no que posteriormente seria a África do Sul em 1652.
Após as Guerras Anglo-Holandesas, as igrejas da região do Cabo Ocidental e do interior da África do Sul acabaram ficando geograficamente isoladas. Tal isolamento gerou o surgimento da Igreja Reformada Holandesa da África (NHKA), em 1842, diferente da Igreja Reformada Neerlandesa (NGK) baseada na Cidade do Cabo.
Em 2000, a denominação tinha 130.720 membros, em 328 igrejas.
Em 2004, a denominação tinha cerca de 113 mil membros. Em 2017, o número de membros caiu para cerca de 70 mil.

## Doutrina
A denominação subscreve os Padrões da Unidade (Confissão Belga, Catecismo de Heidelberg e Cânones de Dort) como seus símbolos de fé. Além disso, reconhece o Credo Niceno-Constantinopolitano, Credo dos Apóstolos e Credo de Atanásio como exposições fiéis das doutrinas bíblicas.
A denominação também aceita a ordenação de mulheres como pastoras, presbíteras e diaconisas.

## Relações Intereclesiásticas
A IRNA é membro da Comunhão Mundial das Igrejas Reformadas e já foi, anteriormente, membro da Fraternidade Reformada Mundial.